# Lipnowski
Lipnowski là một huyện thuộc tỉnh Kujawsko-Pomorskie của Ba Lan. Huyện có diện tích 1016 km². Đến ngày 1 tháng 1 năm 2011, dân số của huyện là 66068 người và mật độ 65 người/km².